# 野球拳 (Hudson Soft遊戲)
《野球拳》（日语：ロリータ（野球拳））是Hudson Soft發售的成人遊戲。儘管其具體發售日期不詳，但部分文獻仍視之為日本首部成人遊戲。
Hudson Soft的《野球拳》異於九十九電機公司在1982年發售的《野球拳》或PSK的《蘿莉塔野球拳》。

## 遊戲系統
在遊戲開始時，玩家需要向系統輸入己方的衣服數量，他們甚至可把自身設定成穿了999件衣服。之後他們需跟遊戲角色惠美（めぐみ）一起玩石头、剪子、布。玩家在遊玩時需向系統輸入1、2、3，分別代表石頭、剪子、布。惠美所出示的手勢完全隨機，因此玩家需以運氣取勝。每當玩家猜贏，惠美便會脫掉一件衣服，同時她亦漸漸顯得害羞。若然玩家猜輸，那麽系統就會把玩家當初輸入的衣服量減一。

## 開發
《野球拳》由Hudson Soft內的「味噌拉面小组」（ミソラーメングループ）負責開發，相容沒有圖形功能的MZ-80K（解像度為80×50點）和MZ-700。插畫由字元畫成（即ASCII艺术）。本作之後與打磚塊一起以「HuPACK #2」的名義搭售。

## 評價
大澤良貴的《美少女遊戲狂熱者》（美少女ゲームマニアックス）收錄了他在二手遊戲專門誌《Used Games》上發表的評論。他認為《野球拳》的「ASCII艺术十分拙劣，令自己連角色的性別也看不出來。它連ASCII艺术也稱不上，只是一堆符號組合罷了」。不過他仍對能在電腦上玩石頭、剪子、布一事感到欣喜。《成人遊戲文化研究概論》（エロゲー文化研究概論）著者宮本直毅形容本作的插畫就像「朴实的性愛娃娃」似的。《月刊Game Labo》2016年6月號有一章節回顧了美少女遊戲的歷史，它對玩家會否接受以文字繪製的惠美持懷疑態度。
電腦遊戲雜誌的編輯前田尋之在《我們的美少女遊戲編年史》（ぼくたちの美少女ゲーム クロニクル）中讚揚開發團隊在沒有圖形功能的電腦上以文字繪製插畫。不過他仍表示即使当时玩家對成人內容的確有着一定需求，但《野球拳》「一點也不夠色」。「電腦世界的秘密基地」（電脳世界のひみつ基地）的編輯松田亦認同本作「一點也不色」，但卻讚揚角色的表情變化。
在本作發行後，有愛好者決定把之重製，其作品得到玩家好評，指他讓惠美變得「更可愛」。

## 爭議
本作具體發售日期不詳。儘管2000年出版的《電腦美少女遊戲歷史大全 1982-2000》（パソコン美少女ゲーム歴史大全1982‐2000）和《美少女遊戲狂熱者》皆把1982年發售的《Night Life》視為日本首部成人遊戲，但亦有文獻視《野球拳》為當地首款成人遊戲。前田尋之在《我們的美少女遊戲編年史》中寫道，《野球拳》於1981年發售，乃日本首部成人遊戲。前田繼把《Night Life》形容為日本首款成人軟件。宮本直毅表示，他從1981年3月出版的《微型计算机机器语言入門》（マイコン機械語入門）中，找到本作的邮购廣告。他亦寫道，根據1996年1月播出的NHK特集《新電子立國》，於1979年夏天發行的電腦專門誌《月刊微型電腦》（月刊マイコン）便有關於《野球拳》的廣告，因此在記錄上它才是日本首部成人遊戲。

## 引用
1. 1 2 3 4 5 6 7 8 9 10 11 12 13 14 15  前田尋之.   第二刷. オークス. 2016-08-08: 6. ISBN 978-4-7990-0809-6.
2. 1 2 3 4  宮本直毅. .   第1版第1刷. 総合科学出版. 2017-05-15: 18. ISBN 978-4-88181-859-6.
3. ↑  前田尋之.   第二刷. オークス. 2016-08-08: 1. ISBN 978-4-7990-0809-6.
4. 1 2  . BEEP. 2015-10-07  [2019-02-14]. （原始内容存档于2019-02-13）.
5. 1 2 3 4 5  宮本直毅. .   第1版第1刷. 総合科学出版. 2017-05-15: 19. ISBN 978-4-88181-859-6.
6. 1 2  松田. . 電脳世界のひみつ基地. チアソル. 2017-12-14  [2019-02-13]. （原始内容存档于2019-02-13）.
7. 1 2  ゲームラボ編集部 (编).  . 月刊ゲームラボ 2016年6月号 (三才ブックス). 2016: 66 – 67.
8. 1 2  大澤良貴. .  . キルタイムコミュニケーション. 2000-09-10: 66. ISBN 4-906650-65-1.
9. ↑  はまぐちしんたろう. .  . ぶんか社. 2000: 74. ISBN 4-8211-0717-1.
10. ↑  前田尋之.   第二刷. オークス. 2016-08-08: 8. ISBN 978-4-7990-0809-6.

## 外部連結
- 二手游戲店BEEP對《野球拳》的介紹（日語）
- Here Are Some Adult Games Made By Famous Japanese Developers（英文）
- 野球拳2000 for MZ-700（日語）